# Печа (приток Туломы)
Пе́ча — река в России, протекает по Мурманской области. Устье реки находится в 60 км по правому берегу реки Туломы. Длина реки — 82 км, площадь водосборного бассейна — 1620 км².

## Притоки
Объекты перечислены по порядку от устья к истоку.
- 5,8 км: река без названия
- 30 км: Хлебная
- 31 км: Конья
- 45 км: река без названия
- 65 км: Каист
- 69 км: Алдой

## Данные водного реестра
По данным государственного водного реестра России относится к Баренцево-Беломорскому бассейновому округу, водохозяйственный участок реки — Тулома от Верхнетуломского гидроузла и до устья. Речной бассейн реки — бассейны рек Кольского полуострова, впадает в Баренцево море.
Код объекта в государственном водном реестре — 02010000412101000001133.